# Al-Atana
Al-Atana (arab. العطنة) – miejscowość w Syrii, w muhafazie Damaszek. W 2004 roku liczyła 1897 mieszkańców.